# Emil Holmeide Blattmann
Emil Holmeide Blattmann (1990) è un ex sciatore alpino norvegese.

## Biografia
Attivo in gare FIS dal dicembre del 2005, Blattmann in Coppa Europa ha esordito il 5 dicembre 2011 a Trysil in slalom gigante, senza completare la gara, ha ottenuto il miglior piazzamento il 22 febbraio 2012 a Sella Nevea in supergigante (27º) e ha preso per l'ultima volta il via il 22 dicembre 2013 a Madonna di Campiglio in discesa libera (56º). Si è ritirato al termine della stagione 2014-2015 e la sua ultima gara è stata il supergigante dei Campionati norvegesi 2015, il 27 marzo a Hemsedal, chiuso da Blattmann al 39º posto; non ha debuttato in Coppa del Mondo né preso parte a rassegne olimpiche o iridate.

## Palmarès

### Coppa Europa
- Miglior piazzamento in classifica generale: 202º nel 2012

### Campionati norvegesi
- 1 medaglia:
  - 1 argento (supergigante nel 2012)